# Lagorce (Gironda)
Lagorce è un comune francese di 1 663 abitanti situato nel dipartimento della Gironda nella regione della Nuova Aquitania.

## Società

### Evoluzione demografica
Abitanti censiti